# Vaitahu
Vaitahu (ursprünglich: Madre de Dios deutsch Mutter Gottes) ist ein Ort auf der Insel Tahuata in Französisch-Polynesien, auf dem Archipel der Marquesas. Der Ort ist Hauptort der kleinsten bewohnten Insel der Marquesas und der Gemeinde Tahuata mit dem Naturhafen Baie de Vaitahu (Vaitahu-Bucht). Er hat nur wenige hundert Einwohner.

## Geographie
Der Ort liegt an der stark zerklüfteten Westküste der Insel.
Es bestehen Fährverbindungen nach Aranui (Christchurch) in Neuseeland.

## Geschichte
Der spanische Eroberer Álvaro de Mendaña de Neira landete am 21. Juli 1595 und benannte den Platz "Madre de Dios". 1774 landete Captain James Cook an dieser Stelle und 1842 unterzeichnete Admiral Abel Aubert Dupetit-Thouars den Vertrag über die Annexion der Marquesas für Frankreich.

## Religion
Die ersten christlichen Missionare, die sich auf den Marquesas ansiedelten, waren protestantische Missionare, die 1797 auf dem Schiff Duff nach Vaitahu kamen. Später langten mit der französischen Besatzung auch katholische Missionare an. Die katholische Kirche ist mit strahlenden Glasmalereifenstern verziert.